# 渡辺勘兵衛 (石田家臣)
渡辺 勘兵衛（わたなべ かんべえ）は、安土桃山時代の武士。石田三成の家臣。諱は不明。別名で新之丞（しんのじょう）とも書かれ、渡辺新之丞ともする。『佐和山落城記』の登場人物で、石田三成に付き従った家臣の1人としてその名が見られる。
なお、同じく渡辺勘兵衛を名乗った渡辺了（わたなべ さとる）とは別人である。

## 略歴
前歴や出身は不明。
柴田勝家や羽柴秀吉から2万石での誘いを受けた豪傑で、他の大名の間でも評価が高い人物であったが、 勘兵衛はそれらの誘いをすべて断った。その後、秀吉の家臣である石田三成に仕えた。当時、三成は禄高500石の小姓であったので、不思議に思った秀吉が訊ねると、三成は「自分の500石の知行全てを与えた。勘兵衛に自分が100万石取りになった際に10万石を与える約束をして召し抱えた」と話した。三成の大志に感嘆した秀吉が三成自身はどうするのかと問うと、「勘兵衛の家に居候になります」と聞いて大笑したとの話が伝わる。
後に、三成が佐和山城主となると、勘兵衛の知行を加増しようとしたが、勘兵衛は「殿が100万石の大名になるまで知行500石のままでいます」と固辞し、加増を断った。500石のままで居続けたという。
関ヶ原の戦いでは、主君の三成に従い西軍に属する。黒田氏の家臣で勇猛で知られた後藤基次と一騎討ちをするなど活躍するが、西軍の敗走に伴って重傷を負った。自害する前に、今生の名残にと三成に会いに行くと、三成は勘兵衛の手を取って「そなたの10万石も、夢となってしまった」といたわった。勘兵衛は三成にそれまでの恩義に対する感謝を述べると自害した。

## 渡辺甚平
渡辺勘兵衛は『佐和山落城記』で三成に最後まで付き従った3人の家臣の1人「渡辺甚平」(勘平)という名で登場するが 、渡辺勘兵衛は9月15日に関ヶ原の戦いで自害しているため、別人説や命日の誤伝説などが挙げられるも詳細は不明。